# Světový pohár v ledolezení 2012
Světový pohár v ledolezení 2012 se uskutečnil na přelomu let 2011 a 2012 v pěti zemích v Asii a Evropě, pod zásluhou Mezinárodní horolezecké federace (UIAA). Zahájen byl v jihokorejském Čchongsongu, všech pět kol probíhalo ve dvou disciplínách ledolezení (obtížnost a rychlost).

## Přehledy závodů

### Kalendář
| Kalendář závodů SP 2012 | Kalendář závodů SP 2012 | Kalendář závodů SP 2012 | Kalendář závodů SP 2012            | Kalendář závodů SP 2012 | Kalendář závodů SP 2012 | Kalendář závodů SP 2012 | Kalendář závodů SP 2012 |
| Datum                   | Místo                   | Země                    | Web                                | Počet závodníků         | Počet závodníků         | Počet zemí              | Počet zemí              |
| Datum                   | Místo                   | Země                    | Web                                | obtížnost               | rychlost                | obtížnost               | rychlost                |
| ----------------------- | ----------------------- | ----------------------- | ---------------------------------- | ----------------------- | ----------------------- | ----------------------- | ----------------------- |
|                         | Čchongsong              | Jižní Korea             | Korean Alpine Federation           | +                       | +                       | +                       | +                       |
|                         | Saas-Fee                | Švýcarsko               | Iceclimbingworldcup.ch Saas-fee.ch | +                       | +                       | +                       | +                       |
|                         | Vanoise                 | Francie                 |                                    | +                       | +                       | +                       | +                       |
|                         | Bușteni                 | Rumunsko                |                                    | +                       | +                       | +                       | +                       |
|                         | Kirov                   | Rusko                   |                                    | +                       | +                       | +                       | +                       |
| Celkem                  | 5                       | 5                       | theuiaa.org/ice-climbing           | +                       | +                       | +                       | +                       |

### Výsledky mužů - obtížnost
| Výsledky SP v ledolezení na obtížnost 2012 - muži | Výsledky SP v ledolezení na obtížnost 2012 - muži | Výsledky SP v ledolezení na obtížnost 2012 - muži | Výsledky SP v ledolezení na obtížnost 2012 - muži | Výsledky SP v ledolezení na obtížnost 2012 - muži | Výsledky SP v ledolezení na obtížnost 2012 - muži | Výsledky SP v ledolezení na obtížnost 2012 - muži | Výsledky SP v ledolezení na obtížnost 2012 - muži | Výsledky SP v ledolezení na obtížnost 2012 - muži |
| Pořadí                                            | Jméno                                             | Země                                              | Body                                              | Čchongsong                                        | Saas-Fee                                          | Vanoise                                           | Bușteni                                           | Kirov                                             |
| ------------------------------------------------- | ------------------------------------------------- | ------------------------------------------------- | ------------------------------------------------- | ------------------------------------------------- | ------------------------------------------------- | ------------------------------------------------- | ------------------------------------------------- | ------------------------------------------------- |
| 1.                                                | Maxim Tomilov                                     | Rusko                                             | 431                                               | 1. 100                                            | 1. 100                                            | 2. 80                                             | 5. 51                                             | 1. 100                                            |
| 2.                                                | Alexej Tomilov                                    | Rusko                                             | 284                                               | 2. 80                                             | —                                                 | 1. 100                                            | 14. 24                                            | 2. 80                                             |
| 3.                                                | Pak Hi-jong                                       | Jižní Korea                                       | 278                                               | 3. 65                                             | 8. 40                                             | 3. 65                                             | 7. 43                                             | 3. 65                                             |
|                                                   |                                                   |                                                   |                                                   |                                                   |                                                   |                                                   |                                                   |                                                   |
| 4.                                                | Valentyn Sypavin                                  | Ukrajina                                          | 244                                               | 4. 55                                             | 3. 65                                             | 15. 22                                            | 3. 65                                             | 9. 37                                             |
| 5.                                                | Ivan Ljuljukin                                    | Rusko                                             | 215                                               | 13. 26                                            | 2.80                                              | 16. 20                                            | 10. 34                                            | 4. 55                                             |
| 6.                                                | Nikolaj Kuzovlev                                  | Rusko                                             | 210                                               | —                                                 | 6. 47                                             | 7. 43                                             | 2. 80                                             | 8. 40                                             |
| 7.                                                | Markus Bendler                                    | Rakousko                                          | 192                                               | —                                                 | 9. 37                                             | 4. 55                                             | 1. 100                                            | —                                                 |
| 8.                                                | Sergej Tarasov                                    | Rusko                                             | 175                                               | 6. 47                                             | 11. 31                                            | 12. 28                                            | 15. 22                                            | 6. 47                                             |
| 9.                                                | Alexej Děngin                                     | Rusko                                             | 163                                               | 17. 18                                            | 5. 51                                             | 5. 51                                             | —                                                 | 7. 43                                             |
| 10.                                               | Kirill Kolčegošev                                 | Rusko                                             | 149                                               | 11. 31                                            | 12. 28                                            | 11. 31                                            | 6. 47                                             | 20. 12                                            |
|                                                   |                                                   |                                                   |                                                   |                                                   |                                                   |                                                   |                                                   |                                                   |
| 23.                                               | Mirek Matějec                                     | Česko                                             | 149                                               | —                                                 | 19. 14                                            | 23. 8                                             | 9. 37                                             | —                                                 |
| počet finalistů                                   | počet finalistů                                   | počet finalistů                                   | počet finalistů                                   | 8?                                                |                                                   |                                                   |                                                   |                                                   |
| počet semifinalistů                               | počet semifinalistů                               | počet semifinalistů                               | počet semifinalistů                               | 18?                                               |                                                   |                                                   |                                                   |                                                   |
| bodovaných závodníků                              | bodovaných závodníků                              | bodovaných závodníků                              | 74                                                | 31                                                | 31                                                | 31                                                | 31                                                | 38                                                |
| celkový počet závodníků                           | celkový počet závodníků                           | celkový počet závodníků                           | x                                                 |                                                   |                                                   |                                                   |                                                   |                                                   |

### Výsledky mužů - rychlost
| Výsledky SP v ledolezení na rychlost 2012 - muži | Výsledky SP v ledolezení na rychlost 2012 - muži | Výsledky SP v ledolezení na rychlost 2012 - muži | Výsledky SP v ledolezení na rychlost 2012 - muži | Výsledky SP v ledolezení na rychlost 2012 - muži | Výsledky SP v ledolezení na rychlost 2012 - muži | Výsledky SP v ledolezení na rychlost 2012 - muži | Výsledky SP v ledolezení na rychlost 2012 - muži | Výsledky SP v ledolezení na rychlost 2012 - muži |
| Pořadí                                           | Jméno                                            | Země                                             | Body                                             | Čchongsong                                       | Saas-Fee                                         | Vanoise                                          | Bușteni                                          | Kirov                                            |
| ------------------------------------------------ | ------------------------------------------------ | ------------------------------------------------ | ------------------------------------------------ | ------------------------------------------------ | ------------------------------------------------ | ------------------------------------------------ | ------------------------------------------------ | ------------------------------------------------ |
| 1.                                               | Kirill Kolčegošev                                | Rusko                                            | 347                                              | 5. 51                                            | 5. 51                                            | 3. 65                                            | 1. 100                                           | 2. 80                                            |
| 2.                                               | Alexej Tomilov                                   | Rusko                                            | 302                                              | 3. 65                                            | 1. 100                                           | 7. 43                                            | 7. 43                                            | 5. 51                                            |
| 3.                                               | Pavel Batušev                                    | Rusko                                            | 279                                              | 4. 55                                            | 8. 40                                            | 1. 100                                           | 9. 37                                            | 6. 47                                            |
|                                                  |                                                  |                                                  |                                                  |                                                  |                                                  |                                                  |                                                  |                                                  |
| 4.                                               | Jegor Trapeznikov                                | Rusko                                            | 269                                              | 8. 40                                            | 2. 80                                            | 4. 55                                            | 5. 51                                            | 7. 43                                            |
| 5.                                               | Vlad Golub                                       | Rusko                                            | 236                                              | 7. 43                                            | 15. 22                                           | 5. 51                                            | 2. 80                                            | 8. 40                                            |
| 6.                                               | Alexej Vagin                                     | Rusko                                            | 225                                              | 2. 80                                            | 7. 43                                            | 10. 34                                           | 10. 34                                           | 10. 34                                           |
| 7.                                               | Ivan Spicyn                                      | Rusko                                            | 224                                              | 1. 100                                           | 9. 37                                            | 8. 40                                            | 6. 47                                            | —                                                |
| 8.                                               | Maxim Tomilov                                    | Rusko                                            | 215                                              | 6. 47                                            | 14. 24                                           | 2. 80                                            | 8. 40                                            | 14. 24                                           |
| 9.                                               | Pavel Guljajev                                   | Rusko                                            | 202                                              | —                                                | —                                                | 9. 37                                            | 3. 65                                            | 1. 100                                           |
| 10.                                              | Igor Lysenko                                     | Rusko                                            | 139                                              | 9. 37                                            | 17. 18                                           | 11. 31                                           | 11. 31                                           | 15. 22                                           |
|                                                  |                                                  |                                                  |                                                  |                                                  |                                                  |                                                  |                                                  |                                                  |
| 20.                                              | Milan Dvořáček                                   | Česko                                            | 38                                               | —                                                | —                                                | 17. 18                                           | 16. 20                                           | —                                                |
| 25.                                              | Mirek Matějec                                    | Česko                                            | 30                                               | —                                                | —                                                | 16. 20                                           | 21. 10                                           | —                                                |
| počet finalistů                                  |                                                  |                                                  |                                                  |                                                  |                                                  |                                                  |                                                  |                                                  |
| počet semifinalistů                              |                                                  |                                                  |                                                  |                                                  |                                                  |                                                  |                                                  |                                                  |
| bodovaných závodníků                             | bodovaných závodníků                             | bodovaných závodníků                             | 74                                               | 30                                               | 30                                               | 30                                               | 24                                               | 26                                               |
| celkový počet závodníků                          | celkový počet závodníků                          | celkový počet závodníků                          | -                                                |                                                  |                                                  |                                                  | 24                                               | 26                                               |

### Výsledky žen - obtížnost
| Výsledky SP v ledolezení na obtížnost 2012 - ženy | Výsledky SP v ledolezení na obtížnost 2012 - ženy | Výsledky SP v ledolezení na obtížnost 2012 - ženy | Výsledky SP v ledolezení na obtížnost 2012 - ženy | Výsledky SP v ledolezení na obtížnost 2012 - ženy | Výsledky SP v ledolezení na obtížnost 2012 - ženy | Výsledky SP v ledolezení na obtížnost 2012 - ženy | Výsledky SP v ledolezení na obtížnost 2012 - ženy | Výsledky SP v ledolezení na obtížnost 2012 - ženy |
| Pořadí                                            | Jméno                                             | Země                                              | Body                                              | Čchongsong                                        | Saas-Fee                                          | Vanoise                                           | Bușteni                                           | Kirov                                             |
| ------------------------------------------------- | ------------------------------------------------- | ------------------------------------------------- | ------------------------------------------------- | ------------------------------------------------- | ------------------------------------------------- | ------------------------------------------------- | ------------------------------------------------- | ------------------------------------------------- |
| 1.                                                | Angelika Rainer                                   | Itálie                                            | 392                                               | 1. 100                                            | 1. 100                                            | 4. 55                                             | 9. 37                                             | 1. 100                                            |
| 2.                                                | Marija Tolokoninová                               | Rusko                                             | 342                                               | 13. 26                                            | 3. 65                                             | 1. 100                                            | 1. 100                                            | 5. 51                                             |
| 3.                                                | Anna Galljamovová                                 | Rusko                                             | 327                                               | 2. 80                                             | 2. 80                                             | 6. 47                                             | 4. 55                                             | 3. 65                                             |
|                                                   |                                                   |                                                   |                                                   |                                                   |                                                   |                                                   |                                                   |                                                   |
| 4.                                                | Lucie Hrozová                                     | Česko                                             | 312                                               | 3. 65                                             | 4. 55                                             | 3. 65                                             | 6. 47                                             | 2. 80                                             |
| 5.                                                | Sin Un-son                                        | Jižní Korea                                       | 301                                               | 5. 51                                             | 6. 47                                             | 2. 80                                             | 2. 80                                             | 7. 43                                             |
| 6.                                                | Liudmila Badalyan                                 | Rusko                                             | 228                                               | 4. 55                                             | 14. 24                                            | 7. 43                                             | 5. 51                                             | 4. 55                                             |
| 7.                                                | Stéphanie Maureau                                 | Francie                                           | 220                                               | 6. 47                                             | 8. 40                                             | 11. 31                                            | 3. 65                                             | 9. 37                                             |
| 8.                                                | Mariam Filippovová                                | Rusko                                             | 196                                               | 10. 34                                            | 5. 51                                             | 9. 37                                             | 10. 34                                            | 8. 40                                             |
| 9.                                                | Felicitas Feller                                  | Švýcarsko                                         | 180                                               | 8. 40                                             | 11. 31                                            | 10. 34                                            | 12. 28                                            | 6. 47                                             |
| 10.                                               | Natalija Kulikovová                               | Rusko                                             | 161                                               | 14. 24                                            | 9. 37                                             | 8. 40                                             | 13. 26                                            | 10. 34                                            |
| počet finalistek                                  |                                                   |                                                   |                                                   |                                                   |                                                   |                                                   |                                                   |                                                   |
| počet semifinalistek                              |                                                   |                                                   |                                                   |                                                   |                                                   |                                                   |                                                   |                                                   |
| bodovaných závodnic                               | bodovaných závodnic                               | bodovaných závodnic                               | 48                                                | 30                                                | 27                                                | 24                                                | 21                                                | 24                                                |
| celkový počet závodnic                            | celkový počet závodnic                            | celkový počet závodnic                            | -                                                 |                                                   |                                                   |                                                   |                                                   |                                                   |

### Výsledky žen - rychlost
| Výsledky SP v ledolezení na rychlost 2012 - ženy | Výsledky SP v ledolezení na rychlost 2012 - ženy | Výsledky SP v ledolezení na rychlost 2012 - ženy | Výsledky SP v ledolezení na rychlost 2012 - ženy | Výsledky SP v ledolezení na rychlost 2012 - ženy | Výsledky SP v ledolezení na rychlost 2012 - ženy | Výsledky SP v ledolezení na rychlost 2012 - ženy | Výsledky SP v ledolezení na rychlost 2012 - ženy | Výsledky SP v ledolezení na rychlost 2012 - ženy |
| Pořadí                                           | Jméno                                            | Země                                             | Body                                             | Čchongsong                                       | Saas-Fee                                         | Vanoise                                          | Bușteni                                          | Kirov                                            |
| ------------------------------------------------ | ------------------------------------------------ | ------------------------------------------------ | ------------------------------------------------ | ------------------------------------------------ | ------------------------------------------------ | ------------------------------------------------ | ------------------------------------------------ | ------------------------------------------------ |
| 1.                                               | Mariam Filippovová                               | Rusko                                            | 400                                              | 3. 65                                            | 4. 55                                            | 1. 100                                           | 2. 80                                            | 1. 100                                           |
| 2.                                               | Marija Krasavinová                               | Rusko                                            | 351                                              | 2. 80                                            | 1. 100                                           | 3. 65                                            | 4. 55                                            | 5. 51                                            |
| 3.                                               | Marija Tolokoninová                              | Rusko                                            | 336                                              | 8. 40                                            | 3. 65                                            | 5. 51                                            | 1. 100                                           | 2. 80                                            |
|                                                  |                                                  |                                                  |                                                  |                                                  |                                                  |                                                  |                                                  |                                                  |
| 4.                                               | Viktoria Shabalina                               | Rusko                                            | 303                                              | 1. 100                                           | 5. 51                                            | 8. 40                                            | 3. 65                                            | 6. 47                                            |
| 5.                                               | Julija Olejnikovová                              | Rusko                                            | 251                                              | 5. 51                                            | 2. 80                                            | 4. 55                                            | —                                                | 3. 65                                            |
| 6.                                               | Naděžda Galljamovová                             | Rusko                                            | 220                                              | 6. 47                                            | 8. 40                                            | 7. 43                                            | 6. 47                                            | 7. 43                                            |
| 7.                                               | Irina Bagaeva                                    | Rusko                                            | 214                                              | 4. 55                                            | 9. 37                                            | 10. 34                                           | 5. 51                                            | 9. 37                                            |
| 8.                                               | Natalija Kulikovová                              | Rusko                                            | 207                                              | 15. 22                                           | 7. 43                                            | 2. 80                                            | 15. 22                                           | 8. 40                                            |
| 9.                                               | Tjaša Kosic                                      | Slovinsko                                        | 146                                              | 9. 37                                            | 14. 24                                           | 12. 28                                           | 11. 31                                           | 13. 26                                           |
| 10.                                              | Radka Petkova                                    | Bulharsko                                        | 142                                              | 7. 43                                            | 12. 28                                           | 9. 37                                            | 10. 34                                           | —                                                |
|                                                  |                                                  |                                                  |                                                  |                                                  |                                                  |                                                  |                                                  |                                                  |
| —                                                | —                                                | Česko                                            | —                                                | —                                                | —                                                | —                                                | —                                                | —                                                |
| počet finalistek                                 |                                                  |                                                  |                                                  |                                                  |                                                  |                                                  |                                                  |                                                  |
| počet semifinalistek                             |                                                  |                                                  |                                                  |                                                  |                                                  |                                                  |                                                  |                                                  |
| bodovaných závodnic                              | bodovaných závodnic                              | bodovaných závodnic                              | 34                                               | 19                                               | 21                                               | 17                                               | 16                                               | 16                                               |
| celkový počet závodnic                           | celkový počet závodnic                           | celkový počet závodnic                           | -                                                |                                                  |                                                  |                                                  |                                                  |                                                  |